# Norte Catarinense
Norte Catarinense is een van de zes mesoregio's van de Braziliaanse deelstaat Santa Catarina. Zij grenst aan de mesoregio's Vale do Itajaí, Serrana, Oeste Catarinense, Sudeste Paranaense (PR) en Metropolitana de Curitiba (PR). De mesoregio heeft een oppervlakte van ca. 15.938 km². In 2006 werd het inwoneraantal geschat op 1.165.849.
Drie microregio's behoren tot deze mesoregio:
- Canoinhas
- Joinville
- São Bento do Sul

Mesoregio's: Grande Florianópolis · Norte Catarinense · Oeste Catarinense · Serrana · Sul Catarinense · Vale do Itajaí

Microregio's: Araranguá · Blumenau · Campos de Lages · Canoinhas · Chapecó · Concórdia · Criciúma · Curitibanos · Florianópolis · Itajaí · Ituporanga · Joaçaba · Joinville · Rio do Sul · São Bento do Sul · São Miguel do Oeste · Tabuleiro · Tijucas · Tubarão · Xanxerê